# Yan Valery
Yan Valery (Champigny-sur-Marne, 22 februari 1999) is een Tunesisch-Frans voetballer die  als verdediger voor Southampton speelt.

## Carrière
Yan Valery speelde in de jeugd bij AS Outre-Mer du Bois l'Abbé, Champigny FC 94, Stade Rennais en Southampton. Op 27 november 2018 debuteerde hij voor Southampton in de bekerwedstrijd tegen Leicester City. De wedstrijd eindigde op 0-0. Southampton verloor uiteindelijk na strafschoppen met 6-5. Valery startte in de basis en speelde de hele wedstrijd uit.

## Clubstatistieken
| Seizoen     | Club              | Competitie     | Competitie | Competitie | Competitie | Beker | Beker | Beker | Internationaal | Internationaal | Internationaal | Totaal | Totaal | Totaal |
| Seizoen     | Club              | Competitie     | Wed.       | Dlp.       | Ass.       | Wed.  | Dlp.  | Ass.  | Wed.           | Dlp.           | Ass.           | Wed.   | Dlp.   | Ass.   |
| ----------- | ----------------- | -------------- | ---------- | ---------- | ---------- | ----- | ----- | ----- | -------------- | -------------- | -------------- | ------ | ------ | ------ |
| 2018/19     | Southampton       | Premier League | 23         | 2          | 1          | 1     | 0     | 0     | —              | —              | —              | 24     | 2      | 1      |
| 2019/20     | Southampton       | Premier League | 11         | 0          | 0          | 1     | 0     | 0     | —              | —              | —              | 12     | 0      | 0      |
| 2020/21     | Southampton       | Premier League | 3          | 0          | 0          | 1     | 0     | 0     | —              | —              | —              | 4      | 0      | 0      |
| Club Totaal | Club Totaal       | Club Totaal    | 37         | 2          | 1          | 3     | 0     | 0     | 0              | 0              | 0              | 40     | 2      | 1      |
| 2020/21     | → Birmingham City | Championship   | 7          | 0          | 0          | 0     | 0     | 0     | —              | —              | —              | 7      | 0      | 0      |
| Club Totaal | Club Totaal       | Club Totaal    | 7          | 0          | 0          | 0     | 0     | 0     | 0              | 0              | 0              | 7      | 0      | 0      |
| 2021/22     | Southampton       | Premier League | 5          | 0          | 0          | 6     | 0     | 1     | —              | —              | —              | 11     | 0      | 1      |
| 2022/23     | Southampton       | Premier League | 1          | 0          | 0          | 1     | 0     | 0     | —              | —              | —              | 2      | 0      | 0      |
| Club Totaal | Club Totaal       | Club Totaal    | 43         | 2          | 1          | 10    | 0     | 1     | 0              | 0              | 0              | 53     | 2      | 2      |
| 2022/23     | Angers SCO        | Ligue 1        | 8          | 0          | 0          | 0     | 0     | 0     | —              | —              | —              | 8      | 0      | 0      |
| Club Totaal | Club Totaal       | Club Totaal    | 8          | 0          | 0          | 0     | 0     | 0     | 0              | 0              | 0              | 8      | 0      | 0      |
| TOTAAL      | TOTAAL            | TOTAAL         | 58         | 2          | 1          | 10    | 0     | 1     | 0              | 0              | 0              | 68     | 2      | 2      |

1 Bernardoni ·
3 Doumbia ·
4 Pavlović ·
5 Mangani ·
6 Ebosse ·
7 Alioui ·
8 Traoré  ·
9 Diony ·
10 Fulgini ·
11 Cabot ·
12 Ould Khaled ·
13 Boufal ·
14 Coulibaly ·
15 Capelle ·
16 Butelle ·
18 Amadou ·
19 Bahoken ·
20 Thioub ·
21 Cho ·
23 Bobichon ·
24 Thomas ·
25 Bamba ·
27 Pereira Lage ·
28 El Melali ·
29 Manceau ·
30 Petković ·
31 Pape Diaw ·
32 Touré ·
37 Bemanga ·
Loucif ·
Coach: Moulin